# 朱玉辰

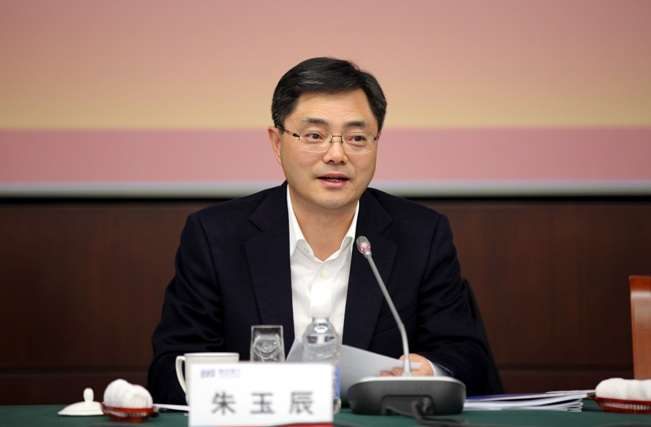

朱玉辰（英语：Eugene Zhu，1961年4月—），辽宁宽甸人，满族，武汉大学经济學博士，2008年起成为第十届全国人民代表大会辽宁地区代表，第十一届全国人民代表大会上海地区代表，第十二届中国人民政治协商会议全国委员会委员。
他是中国期货市场最早的开拓者和创始人之一，曾担任大连商品交易所和中国金融期货交易所总经理一职，也曾担任中国期货业协会主席。现任上海浦东发展银行行长。

## 生平
1983年毕业于东北财经大学商经系，并获得学士学位。毕业后，他在中华人民共和国商业部油脂局购销处任主任科员。1985年，他考取东北财经大学商业经济管理专业硕士研究生，并于1987年获得硕士学位。
1987年，他重新回到商业部，担任办公厅秘书；后于1988年，调往商业部政策法规司调研处，担任副处长。期间，赴美国芝加哥商业交易所(CME)、芝加哥期货交易所(CBOT))工作研修一年
离开商务部后, 朱玉辰先生加入中国粮食贸易公司，担任全国粮食批发市场管理办公室主任。自1992年至1996年，他先后担任中国国际期货经纪有限公司高级副总裁、上海中期期货经纪有限公司董事长、总裁、深圳中期期货经纪有限公司总裁。期间，他于1994年赴武汉大学经济学院学习，1998年获得经济学博士学位。
自1996年担任大连商品交易所（DCE）党委书记、总经理。在他领导下的10年里，大商所成为全国最大期货市场。根据世界交易所联合会(WFE)数据，大商所的商品期货交易量2015年位居全球第一。
2006年8月被任命为中国金融期货交易所股份有限公司总经理(CFFEX)，全面负责筹备、推出并运行了首个股指期货（CSI 300 股指期货），根据世界交易所联合会(WFE)数据，中国金融期货交易所2015年股指期货交易量在全球位列第三。
2012年8月被任命为浦发银行(SPD Bank, SH.600000)副董事长、行长、党委副书记。朱玉辰上任之时，投行业务就被定位成了全行驱策转型的重要载体之一。从2013年开始，投行业务、财富管理、金融市场就成为了浦发增长速度最快的三个业务板块。浦发银行在2015年英国《银行家》杂志世界1000强银行排名中，按一级资本排名，位列全球第35位。